# Amphoricarpos
- Commons
- Wikispecies

Amphoricarpos Vis. é um género botânico pertencente à família Asteraceae.

## Espécies
Apresentnta três espécies:
- Amphoricarpos autariatus
- Amphoricarpos exsul
- Amphoricarpos praedictus